# Konrad von Jungingen

Hochmeisterwappen Konrads von Jungingen

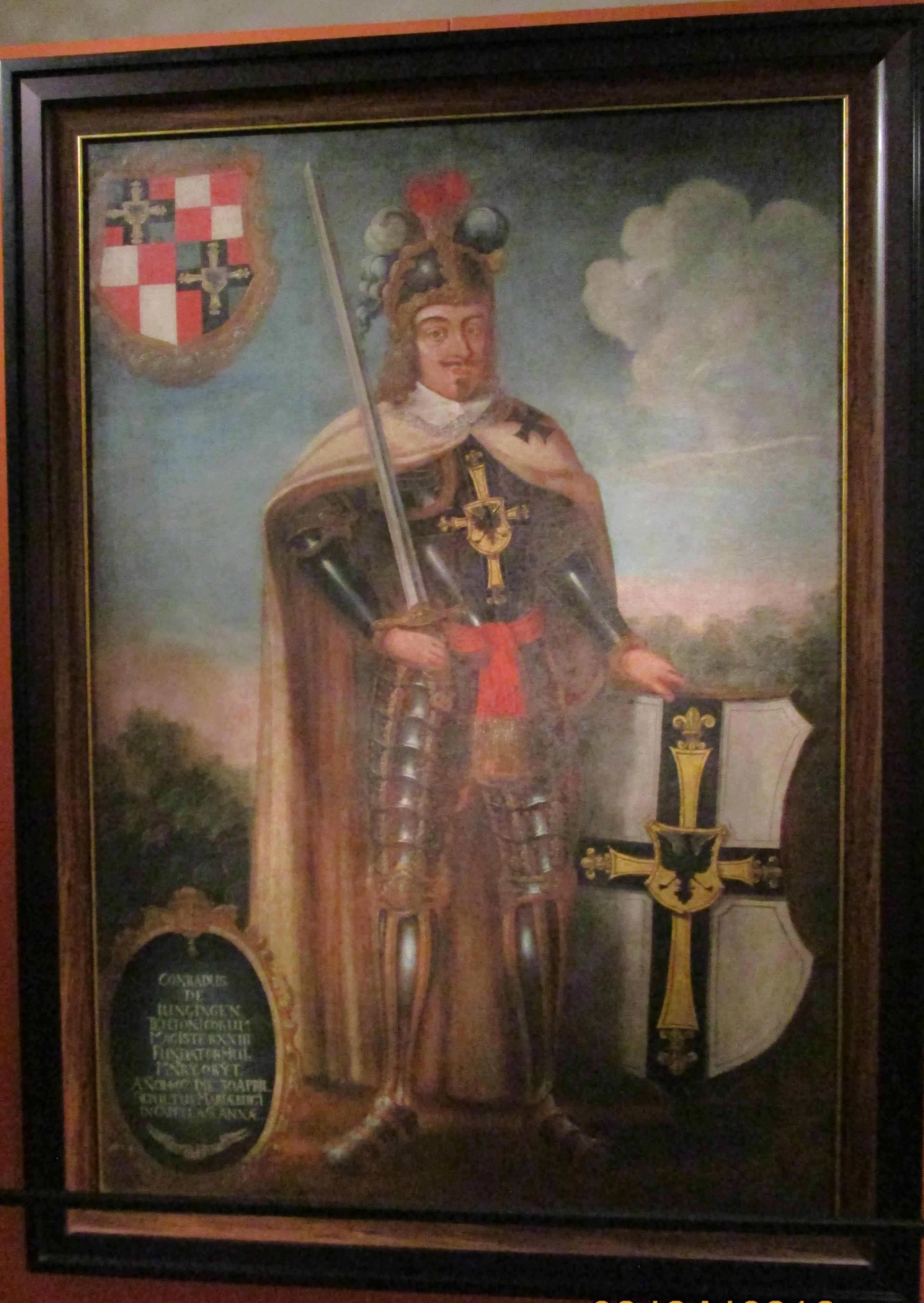
Konrad von Jungingen – 25. Hochmeister des Ordens – Gemälde von 1738 – oben mit Hochmeisterwappen

Konrad von Jungingen (* um 1355/1360 vermutl. auf Burg Hohenfels, heute Landkreis Konstanz; † 30. März 1407 in Marienburg) war von 1393 bis 1407 der 25. Hochmeister des Deutschen Ordens. Er stammte aus schwäbischem Niederadel und war der Bruder von Ulrich von Jungingen, der nach Konrad zum 26. Hochmeister des Deutschen Ordens gewählt wurde.

## Leben
Jungingen kam wohl um 1380 nach Preußen. Dort trat er ab 1387 als Hauskomtur von Osterode erstmals in Erscheinung. Im Jahre 1390 wurde er Tressler und am 30. November 1393 vom Ordenskapitel zum Hochmeister gewählt.
Unter der Führung Jungingens besiegte der Deutsche Orden 1398 die auf der Insel Gotland überwinternden Likedeeler. Er ließ die Befestigungen der Freibeuter in Landescrone, die Burg in Slite und vermutlich auch das Schloss Lojsta schleifen. Ab diesem Zeitpunkt war die Ostsee fast frei von Piraten. Die verbliebenen, darunter angeblich auch Klaus Störtebeker, flohen in die Nordsee. Gotland wurde vorübergehend dem Ordensstaat eingegliedert. Im gleichen Jahr erwarb Jungingen im Vertrag von Sallinweder Niederlitauen (Schamaiten). 1402 konnte er die brandenburgische Neumark für 63.200 ungarische Gulden erwerben.
Im Inneren wurde die Siedlungs- und Meliorationstätigkeit durch Gründung zahlreicher Städte und Dörfer verstärkt fortgeführt; unter anderen entstand 1393 in Ostpreußen die Siedlung Sensburg (Mrągowo), wo der Orden bereits 1348 eine Holzfestung errichtet hatte. Der weitere Ausbau des Schulwesens wurde begleitet durch die Herausgabe von Schul- und Fachbüchern. Die sozialen Einrichtungen wurden weiter ausgebaut, so die Marienbruderschaft und das Danziger Asyl. Konrad förderte auch die geistliche und die Instrumentalmusik.
Unter Konrad von Jungingen erreichte der Ordensstaat seine größte territoriale Ausdehnung sowie in wirtschaftlicher Hinsicht die höchste Blüte. Dabei gelang es dem als liebenswert und friedfertig beschriebenen Hochmeister durch seine bedachtsame Umsicht, dem sich stetig verschärfenden Gegensatz zwischen dem Orden und Polen-Litauen vorübergehend die Spitze zu nehmen.

## Ehrung
An der Universität Greifswald bestand während der NS-Zeit eine Kameradschaft Konrad von Jungingen des NSDStB (vormalige Burschenschaften Rugia und Germania).
Zur Erinnerung an seine Erfolge als Flottenführer bei der Piratenbekämpfung nannte die Kriegsmarine 1941 ein Räumbootbegleitschiff Jungingen.